# Neuville-Saint-Amand

Neuville-Saint-Amand este o comună în departamentul Aisne din nordul Franței. În 1 ianuarie 2022 avea o populație de 857 de locuitori.